# Kuehneola
Kuehneola is een geslacht van roesten uit de familie Pucciniaceae. De typesoort is Kuehneola albida. Later is deze soort hernoemd naar Kuehneola uredinis.

## Soorten
Volgens Index Fungorum telt het geslacht 18 soorten (peildatum februari 2023):
| Soortnaam                                  | Auteur(s)                        | Publicatiejaar |
| ------------------------------------------ | -------------------------------- | -------------- |
| Kuehneola arthurii                         | (P. Syd. & Syd.) H.S. Jacks.     | 1931           |
| Kuehneola callicarpae                      | Syd.                             | 1928           |
| Kuehneola cissi-debilis                    | (Vienn.-Bourg.) Y. Ono           | 2015           |
| Kuehneola deightonii                       | Y. Ono                           | 2015           |
| Kuehneola dryadis                          | Azbukina & Zenkova               | 1966           |
| Kuehneola flacourtiae                      | (Mundk. & Thirum.) Thirum.       | 1961           |
| Kuehneola garugae                          | Syd. & P. Syd.                   | 1914           |
| Kuehneola grewiae                          | (Mundk. & Thirum.) Thirum.       | 1961           |
| Kuehneola guatemalensis                    | Cummins                          | 1943           |
| Kuehneola harrisoniae                      | (Syd.) Arthur & Cummins          | 1937           |
| Kuehneola japonica                         | (Dietel) Dietel                  | 1912           |
| Kuehneola loeseneriana                     | (Henn.) H.S. Jacks. & Holw.      | 1931           |
| Kuehneola papuana                          | Cummins                          | 1940           |
| Kuehneola ramacharii                       | Bagyan. & K.N. Rao               | 1985           |
| Kuehneola spondiadis                       | Hosag.                           | 1986           |
| Kuehneola uleana                           | Syd. & P. Syd.                   | 1916           |
| Kuehneola uredinis (Eencellige braamroest) | (Link) Arthur                    | 1906           |
| Kuehneola ziziphi                          | (T.S. Ramakr. & Subram.) Thirum. | 1961           |